# Phrygionis
Phrygionis là một chi bướm đêm thuộc họ Geometridae.